# 눈개승마속
눈개승마속(－屬, 학명: 라틴어: Aruncus 아룬쿠스[*], 영어: goat's beard, buck's-beard, bride's feathers)은 장미과의 속이다. 눈개승마는 어린
잎이 산삼처럼 생겨서 또는 소고기, 인삼, 두릅의 세가지 맛이 난다고 해서 삼나물이라고도 한다. 산마늘, 곰취, 두릅과 함께 봄나물로 식용한다

## 종
- 참눈개승마 A. dioicus (Walter) Fernald
  - 눈개승마 A. dioicus var. camschaticus (Maxim.) H.Hara
  - 한라개승마 A. dioicus var. aethusifolius (H.Lév.) H.Hara
  - A. dioicus var. acuminatus (Douglas ex Hook.) H.Hara
  - A. dioicus var. astilboides (Maxim.) H.Hara
  - A. dioicus var. pubescens (Rydb.) Fernald
  - A. dioicus var. vulgaris (Maxim.) H.Hara
- A. gombalanus (Hand.-Mazz.) Hand.-Mazz.